# Miotropis
Miotropis is een geslacht van vliesvleugeligen uit de familie Eulophidae. De wetenschappelijke naam van dit geslacht is voor het eerst geldig gepubliceerd in 1878 door Carl Gustaf Thomson.

## Soorten
Het geslacht Miotropis omvat de volgende soorten:
- Miotropis bicoloriceps (Girault, 1916)
- Miotropis californicus (Girault, 1916)
- Miotropis gibbosus Howard, 1897
- Miotropis grenadensis (Howard, 1897)
- Miotropis histrionica (Howard, 1897)
- Miotropis johnsoni (Girault, 1917)
- Miotropis mediolineatus (Girault, 1917)
- Miotropis mellea (Ashmead, 1904)
- Miotropis nigriceps (Girault, 1916)
- Miotropis nigriceps Suciu, 1980
- Miotropis nigriprothorax (Girault, 1916)
- Miotropis quadrinotata Thomson, 1878
- Miotropis seminigriventris (Girault, 1917)
- Miotropis unipuncta (Nees, 1834)
- Miotropis versicolor Howard, 1894